# Longitarsus aeruginosus
Longitarsus aeruginosus är en skalbaggsart som först beskrevs av Foudras 1860.  Longitarsus aeruginosus ingår i släktet Longitarsus, och familjen bladbaggar. Arten har ej påträffats i Sverige.